# CLC (гурт)
CLC (кор. 씨엘씨, яп. シーエルシー; акронім від CrystaL Clear; перекладається як «Кристально чисті»; читається як СіЕлСі) — колишній південнокорейський жіночий гурт, сформований агенцією Cube Entertainment у 2015 році. Гурт складався з шести учасниць: Синхі, Юджін, Синйон, Сорн, Єин, та Инбін. Їхній дебютний мініальбом First Love вийшов 19 березня 2015 року. На початку CLC складався з п'яти учасниць, ще двоє, Елкі та Инбін, приєдналися у лютому 2016 року. 2021 року Елкі та Сорн покинули CLC.
Офіційно CLC дебютували 19 березня 2015 року з мініальбомом First Love разом з головною піснею «Pepe». У квітні 2016 CLC випустили перший японськомовний сингл «High Heels». На сьогодні CLC випустили сім мініальбомів корейською і два японською.
20 травня 2022 року Cube Entertainment оголосили про розформування гурту, а також після завершення «офіційних заходів» гурту 6 червня був закритий їхній фанклуб.

## Історія

### До дебюту
Перші п'ять учасниць CLC (Синхі, Юджин, Синйон, Сорн і Єин) вперше з'явилися як танцівниці разом з G.NA у 2014. Також були моделями для шкільної форми бренду Smart, з'являлися у рекламному музичному відео з чоловічими гуртами Got7 та B1A4.
Ще до офіційного дебюту гурт став відомий через вуличні виступи де збирали кошти для дітей з інвалідністю.
Дівчата мали своє реаліті-шоу «Любовна хімія з CLC».

### 2015: Дебют зFirst LoveіQuestion

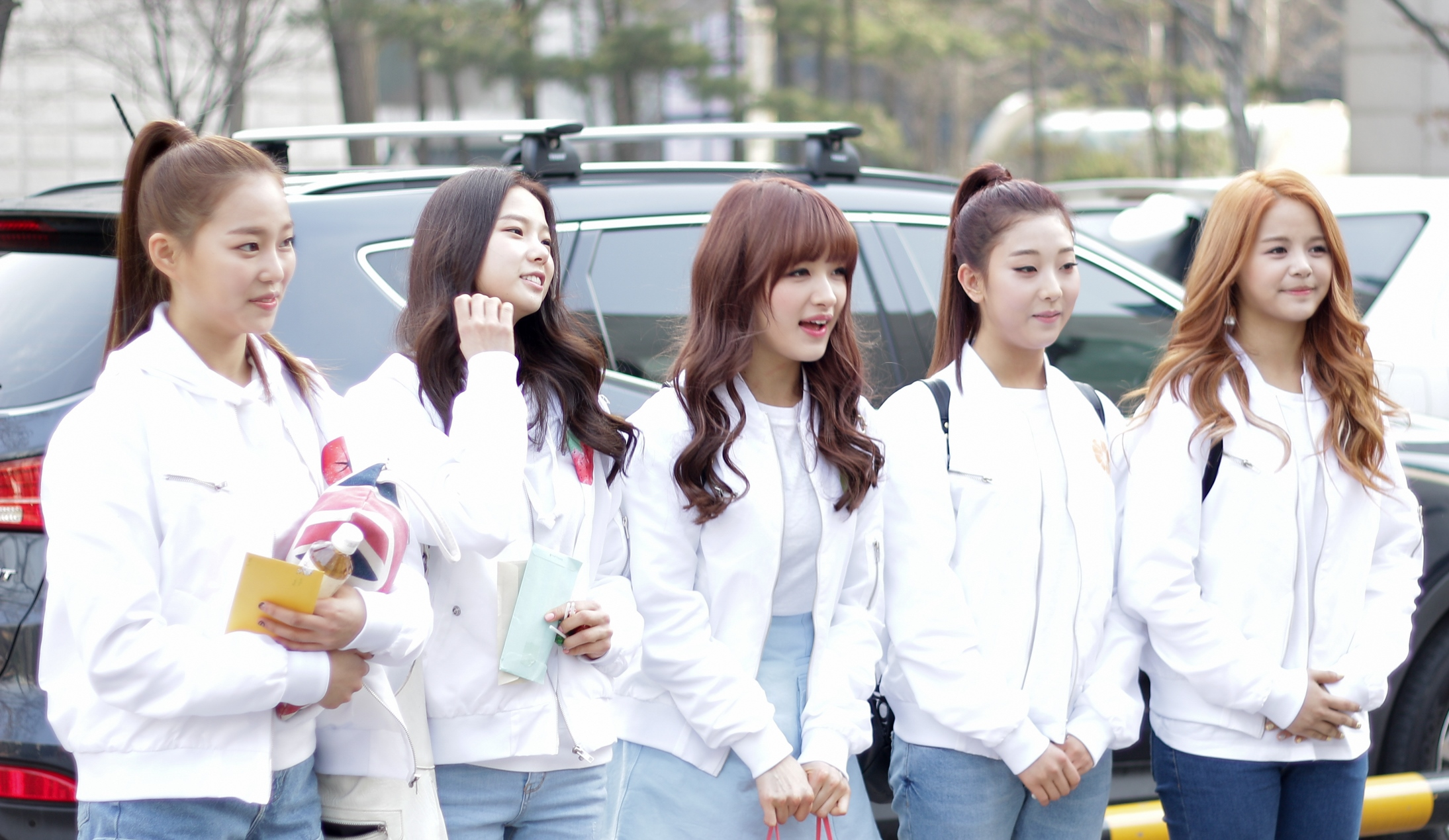
CLC у березні 2015

CLC дебютували у 2015 у складі п'яти учасниць Синхі, Юджин, Синьон, Сорн і Єин. Вони презентували перший мініальбом First Love, включно з головним синглом «Pepe» 19 березня. Дебютний виступ відбувся напередодні у готелі Acts Сеула, де вони вперше виконали свою дебютну пісню. Тоді ж вони дебютували в музичному шоу M Countdown. Ретро-танцювальний номер до «Pepe» написали Duble Sidekick і Yang Geng, частину хореографії пісні — хореограф Rain.
16 квітня 2015 року вийшов у цифровому вигляді сингл «Eighteen». Промоушен синглу стартував 17 квітня з виступу на Music Bank.
28 травня вийшов другий мініальбом Question.
З 10 по 11 жовтня CLC провели свій перший захід поза Кореєю — промотур на підтримку First Love. Спеціально для цього туру Universal Music Malaysia випустили «азіатське видання» Question, яке включало композиції з перших двох альбомів колективу та сингл «Eighteen».

### 2016: оновлення складу та японський дебют
29 лютого 2016 року вийшов третій мініальбом Refresh. Це був перший реліз гурту в оновленому складі — до нього доєдналися Елкі та Инбін, яка насамперед брала участь у реаліті-шоу Produce 101. Агентство пояснило, що Инбін мала дебютувати в колективі спочатку, але її виключили зі складу через деякі зміни в процесі роботи над дебютним альбомом. Через умови реаліті-шоу дівчина не змогла брати участь у промоції «High Heels» і не з'явилася у відеокліпі. Cube Entertainment планували приєднання Инбін до промоушену у разі її виключення з шоу, або ж із закінченням просування в гурті, якби вона потрапила до фінального складу. У день релізу альбому вийшла коротка версія кліпу, в якій була Елкі, але була відсутня Инбін. Повна версія вийшла 21 березня.
Японський дебют CLC відбувся 13 квітня з виходом мініальбому High Heels, який включав японські версії «First Love», «Pepe», «Like», «High Heels» і кавер «I Should Be So Lucky» австралійської співачки Кайлі Міноуг. 12 травня гурт запустив свій офіційний канал у V Live, де на першій трансляції Инбін вперше з'явилася в якості учасниці гурту.
30 травня вийшов четвертий корейський мініальбом Nu.Clear, промоушен проводився у повному складі.
27 липня вийшов другий японський мініальбом Chamisma, який посів 9 місце у японському чарті Oricon, що стало першою появою гурту у топ-10 цього чарту.

### 2017: світовий успіх
9 січня 2017 року CLC провели свою першу зустріч із фанатами у Токіо. 17 січня вийшов п'ятий корейський мініальбом Crystyle. Альбом був натхненний хіп-хопом і став харизматичнішим; одним із авторів головного синглу «Hobgoblin» стала Хена. 27 травня CLC провели свою першу зустріч із корейськими фанатами — Чеширами (офіційна назва фандому) у Сеулі.
3 серпня вийшов шостий мініальбом Free'sm; назва є словозлиттям слів «prism» та «free», що пояснює концепцію гурту для цього релізу. Натхненням послужили популярні у 1990-х корейські гурти Fin.K.L та S.E.S.. Імідж, натхненний ретро стилем, також став контрастним у порівнянні з попереднім альбомом.

### 2018—2019:Black Dress,No.1та наступні релізи
1 лютого 2018 року вийшов цифровий сингл «To The Sky», який став пре-релізом для майбутнього альбому. Сьомий мініальбом Black Dress вийшов 22 лютого. 1 квітня було проведено концерт на честь третьої річниці CLC з дня дебюту, і всі кошти з нього пішли на благодійність — людям, хворим на діабет. 20 липня було проведено перший концерт у Гонконгу. 17 листопада CLC було названо офіційними послами Корейської Асоціації Діабетиків.
30 січня 2019 року відбувся реліз восьмого мініальбому No.1. Одними з авторів синглу «No» стали Єин та Сойон. No.1 дебютував на 5 місці у чарті Billboard's World Albums. 12 лютого CLC здобули свою першу від дебюту перемогу з піснею «No» на музичному шоу The Show.
29 травня вийшов цифровий сингл «Me», одним із його авторів стала Єин. 14 липня CLC провели свій перший фанмітинг у Тайбеї. 6 вересня CLC випустили свій третій цифровий сингл «Devil».

### 2021—2022: світове визнання, зміни у складі та розформування
1 березня 2020 року нові сингли «Me» і «Devil» зайняли 5 і 7 рядки у світовому цифровому чарті, через кілька місяців після їх офіційних релізів, а «Me» стала другою піснею, що продається на тому ж тижні після «Black Swan» BTS.
13 серпня Cube Entertainment оголосили, що CLC повернуться 2 вересня, майже через рік після їхнього останнього релізу. 20 серпня CLC представили публіці новий логотип — монограму з літерою «L», стилізованою під перевернуту «7», яка асоціювалася із сімома учасницями групи. 21 серпня Dive Studios оголосили, що гурт стане ведучим третього сезону подкасту Idol 42, починаючи з 27 серпня.
2 вересня CLC випустили сингл «Helicopter».
25 грудня 2020 року китайська юридична фірма, від імені Елкі, звернулася до Cube Entertainment з вимогою про дострокове припинення дії контракту (через неналежне відношення компанії до гурту і привласнення гонорару за роль Елкі у дорамі). 3 лютого 2021 року Елкі офіційно покинула гурт та компанію.
9 березня Синхі, Єин та Синен випустили пісню «Another Level» для саундтреку веб-дорами Be My Boyfriend. 17 березня Cube Entertainment оголосили, що Сорн офіційно дебютує сольно 23 березня 2021 року з англомовним цифровим синглом «Run».
7 червня SPOTV News повідомили, що Юджін візьме участь у реаліті-шоу від Mnet Girls Planet 999, яке вийшло в ефір 6 серпня. 13 серпня шоу Юджін згадала в інтерв'ю під час шоу, їй сказали, що CLC більше не просуватиметься як гурт. Cube Entertainment не підтвердили зроблену заяву. 22 жовтня під час фіналу Юджин посіла третє місце, потрапивши до фінального гурту Kep1er.
16 листопада 2021 Cube Entertainment оголосили, що Сорн покидає гурт після закінчення дії її ексклюзивного контакту.
18 березня 2022 року Cube Entertainment оголосили, що Синен і Єин покинуть компанію, оскільки вони вирішили не продовжувати свої контракти з компанією.
20 травня Cube Entertainment оголосили, що гурт офіційно розпався, а їхній глобальний фан-сайт CLC U Cube був закритий 6 червня.

## Учасниці
| Останній склад гурту | Останній склад гурту | Останній склад гурту | Останній склад гурту | Останній склад гурту | Останній склад гурту | Останній склад гурту         | Останній склад гурту                            | Останній склад гурту |
| Сценічне ім'я        | Сценічне ім'я        | Сценічне ім'я        | Справжнє ім'я        | Справжнє ім'я        | Справжнє ім'я        | Дата народження              | Позиція в гурті                                 | Громадянство         |
| Українською          | Латиницею            | Хангилем             | Українською          | Латиницею            | Хан./ Тай. / Кит.    | Дата народження              | Позиція в гурті                                 | Громадянство         |
| -------------------- | -------------------- | -------------------- | -------------------- | -------------------- | -------------------- | ---------------------------- | ----------------------------------------------- | -------------------- |
| Синйон               | Seungyeon            | 승연                 | Чанг Синйон          | Jang Seungyeon       | 장승연               | 6 листопада 1996 (28 років)  | Лідерка, ведуча вокалістка, головна танцюристка | Південна Корея       |
| Синхі                | Seunghee             | 승희                 | О Синхі              | Oh Seunghee          | 오승희               | 10 жовтня 1995 (29 років)    | Колишня лідерка, головна вокалістка             | Південна Корея       |
| Юджін                | Yujin                | 유진                 | Чой Юджін            | Choi Yujin           | 최유진               | 12 серпня 1996 (28 років)    | Саб-вокалістка, танцюристка                     | Південна Корея       |
| Єин                  | Yeeun                | 예은                 | Чанг Єин             | Jang Yeeun           | 장예은               | 10 серпня 1998 (26 років)    | Головна реперка, вокалістка                     | Південна Корея       |
| Инбін                | Eunbin               | 은빈                 | Квон Инбін           | Kwon Eunbin          | 권은빈               | 6 січня 2000 (25 років)      | Реперка, вокалістка, обличчя гурту, макне       | Південна Корея       |
| Колишні учасниці     |                      |                      |                      |                      |                      |                              |                                                 |                      |
| Сорн                 | Sorn                 | 손                   | Шоннасон Саджакуль   | Chonnasorn Sajakul   | ชลนสร สัจจกุล          | 18 листопада 1996 (28 років) | Ведуча вокалістка                               | Таїланд              |
| Елкі                 | Elkie                | 엘키                 | Чонг Тінь Янь        | Chong Ting Yan       | 莊錠欣               | 2 листопада 1998 (26 років)  | Ведуча вокалістка, віжуал                       | КНР                  |

## Дискографія

### Мініальбоми
| Корейські альбоми - First Love (2015) - Question (2015) - Refresh (2016) - Nu.Clear (2016) - Crystyle (2017) - Free'sm (2017) - Black Dress (2018) - No. 1 (2019) | Японські альбоми - High Heels (2016) - Chamisma (2016) |

## Фільмографія

### Реаліті-шоу
| Рік       | Назва                     | Нотатки                                                        | Прим.                |
| --------- | ------------------------- | -------------------------------------------------------------- | -------------------- |
| 2015      | CLC's Love Chemistry      | Документальний серіал, що виходив на офіційному YouTube-каналі | [ 64 ]               |
| 2015      | CLC's Queen's Game        | Реаліті-шоу, 5 епізодів                                        | [ 65 ] [ 66 ]        |
| 2015      | CLC's Beautiful Mission   | Реаліті-шоу                                                    | [ 67 ]               |
| 2016–2017 | CLC Is                    | Реаліті-шоу, 10 епізодів                                       | [ 68 ]               |
| 2017–2022 | CLC's Cheat Key           | Шоу залаштунками                                               | [ 69 ]               |
| 2018      | Doom-CLC, Doodoom-CLC     | 14 епізодів, по 2 епізоди на кожну учасницю                    | [джерело?]           |
| 2018      | Seongdong-gu Resident CLC | Реаліті-шоу, 10 епізодів                                       | [ 70 ] [ 71 ] [ 72 ] |

### Подкасти
| Рік  | Назва   | Нотатки  | Прим.  |
| ---- | ------- | -------- | ------ |
| 2020 | IDOL 42 | Season 3 | [ 73 ] |

## Концерти
Хедлайнери
- CLC 3rd Anniversary Concert — «Black Dress» (1 квітня 2018)
- CLC Live Show in Hong Kong 2018 — «Black Dress» (20 липня 2018)

Шоукейси
- Premiere Showcase: CLC (30 січня 2019)[74]

## Нагороди та номінації
| Нагорода                            | Рік  | Категорія                                      | Номінант / Робота | Результат | Прим.  |
| ----------------------------------- | ---- | ---------------------------------------------- | ----------------- | --------- | ------ |
| APAN Music Awards                   | 2021 | Idol Champ Fan's Pick — Group                  | CLC               | Номінація |        |
| APAN Music Awards                   | 2021 | Idol Champ Global Pick — Group                 | CLC               | Номінація |        |
| Asia Artist Awards                  | 2018 | Popularity Award — Singer                      | CLC               | Номінація |        |
| Asia Artist Awards                  | 2019 | Popularity Award — Singer                      | CLC               | Номінація |        |
| Asia Artist Awards                  | 2019 | StarNews Popularity Award — Female Group       | CLC               | Номінація |        |
| Asia Artist Awards                  | 2020 | Popularity Award — Singer (Female)             | CLC               | Номінація | [ 75 ] |
| Asia Artist Awards                  | 2021 | RET Popularity Award — Singer (Female)         | CLC               | Номінація |        |
| Asia Artist Awards                  | 2021 | U+Idol Live Popularity Award — Singer (Female) | CLC               | Номінація |        |
| Daradaily Awards                    | 2018 | The Next Rising Star of Asia Award             | CLC               | Перемога  | [ 76 ] |
| Gaon Chart Music Awards             | 2016 | New Artist of the Year — Album                 | CLC               | Номінація | [ 77 ] |
| Golden Disc Awards                  | 2016 | Rookie of the Year Award                       | CLC               | Номінація | [ 78 ] |
| Golden Disc Awards                  | 2016 | Popularity Award                               | CLC               | Номінація | [ 78 ] |
| Golden Disc Awards                  | 2016 | Global Popularity Award                        | CLC               | Номінація | [ 78 ] |
| Korean Culture Entertainment Awards | 2015 | Rookie Award                                   | CLC               | Перемога  | [ 79 ] |
| Melon Music Awards                  | 2015 | Best New Artist                                | CLC               | Номінація |        |
| Mnet Asian Music Awards             | 2015 | Best New Female Artist                         | CLC               | Номінація | [ 80 ] |
| Mnet Asian Music Awards             | 2015 | Artist of the Year                             | CLC               | Номінація | [ 80 ] |
| Seoul Music Awards                  | 2016 | Bonsang Award                                  | CLC               | Номінація | [ 81 ] |
| Seoul Music Awards                  | 2016 | Rookie of the Year Award                       | CLC               | Номінація | [ 81 ] |
| Seoul Music Awards                  | 2016 | Popularity Award                               | CLC               | Номінація | [ 81 ] |
| Seoul Music Awards                  | 2016 | Hallyu Special Award                           | CLC               | Номінація | [ 81 ] |
| Seoul Music Awards                  | 2017 | Bonsang Award                                  | CLC               | Номінація | [ 82 ] |
| Seoul Music Awards                  | 2017 | Popularity Award                               | CLC               | Номінація | [ 82 ] |
| Seoul Music Awards                  | 2017 | Hallyu Special Award                           | CLC               | Номінація | [ 82 ] |
| Soompi Awards                       | 2015 | Rookie of the Year                             | CLC               | Номінація | [ 83 ] |
| Soompi Awards                       | 2018 | Breakout Artist                                | CLC               | Номінація | [ 84 ] |
| Soompi Awards                       | 2018 | Best Choreography                              | «Hobgoblin»       | Номінація | [ 84 ] |
| Soribada Best K-Music Awards        | 2019 | Music Star Award                               | CLC               | Перемога  | [ 85 ] |
| Soribada Best K-Music Awards        | 2019 | Female Popularity Award                        | CLC               | Номінація | [ 85 ] |